# Jalacingo (kommun)
Jalacingo är en kommun i Mexiko.   Den ligger i delstaten Veracruz, i den sydöstra delen av landet, 200 km öster om huvudstaden Mexico City.
Följande samhällen finns i Jalacingo:
- Jalacingo
- Cuauhtamingo
- Melchor Ocampo
- Calpulalpan
- Loma de Hidalgo
- Nicolás Bravo
- El Arco
- Vicente Guerrero
- Santa Ana
- Epapa
- Plan de San Luis
- Ignacio Allende
- El Progreso
- Loma Larga
- El Veinticinco
- Huaxtla
- El Rincón
- El Tepeyac
- Cruz Alta
- Cuartel Cuatro
- Colonia las Delicias